# Burg (bei Magdeburg)

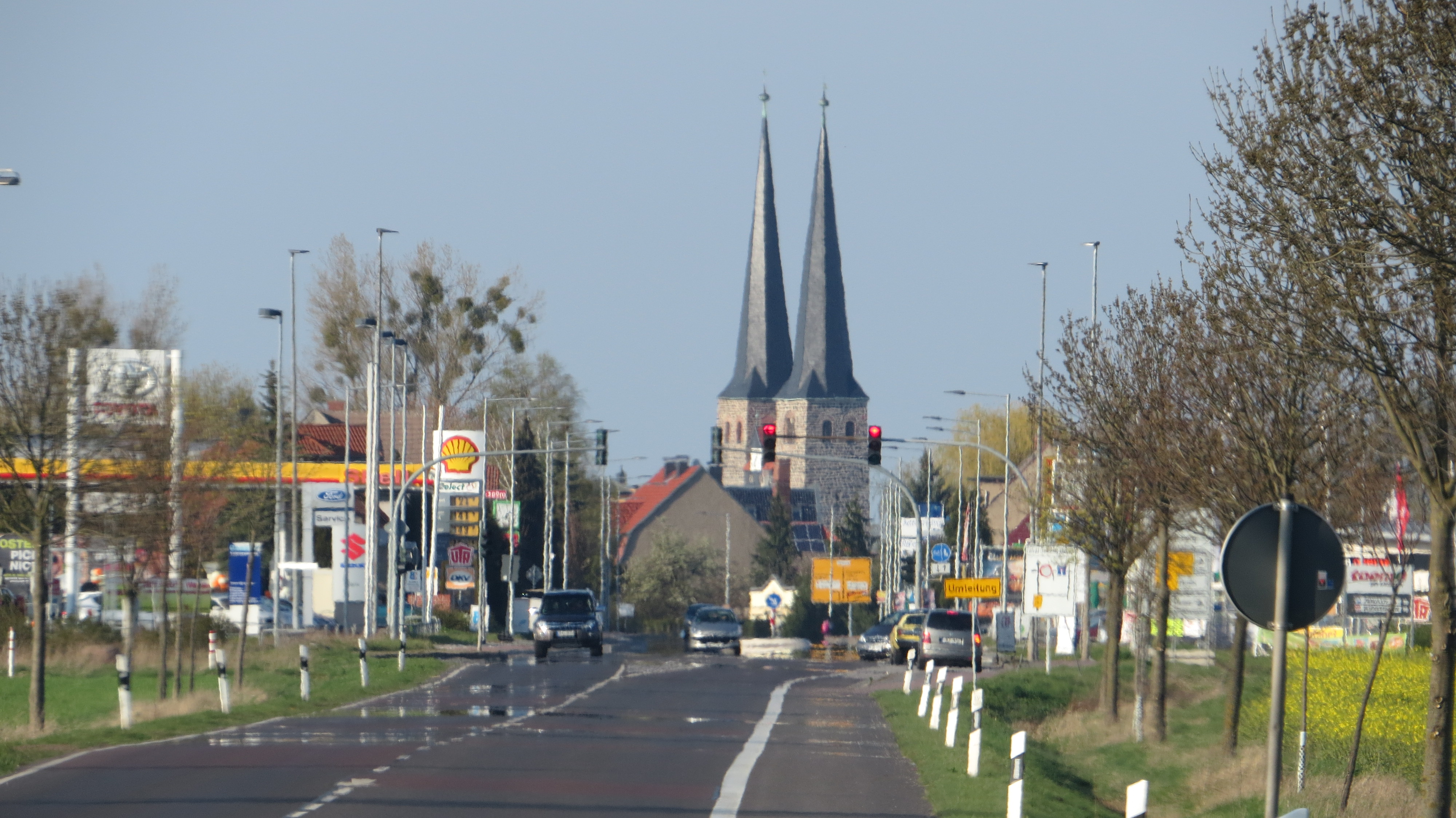
Burg von Südwesten

Karte von Burg um 1750

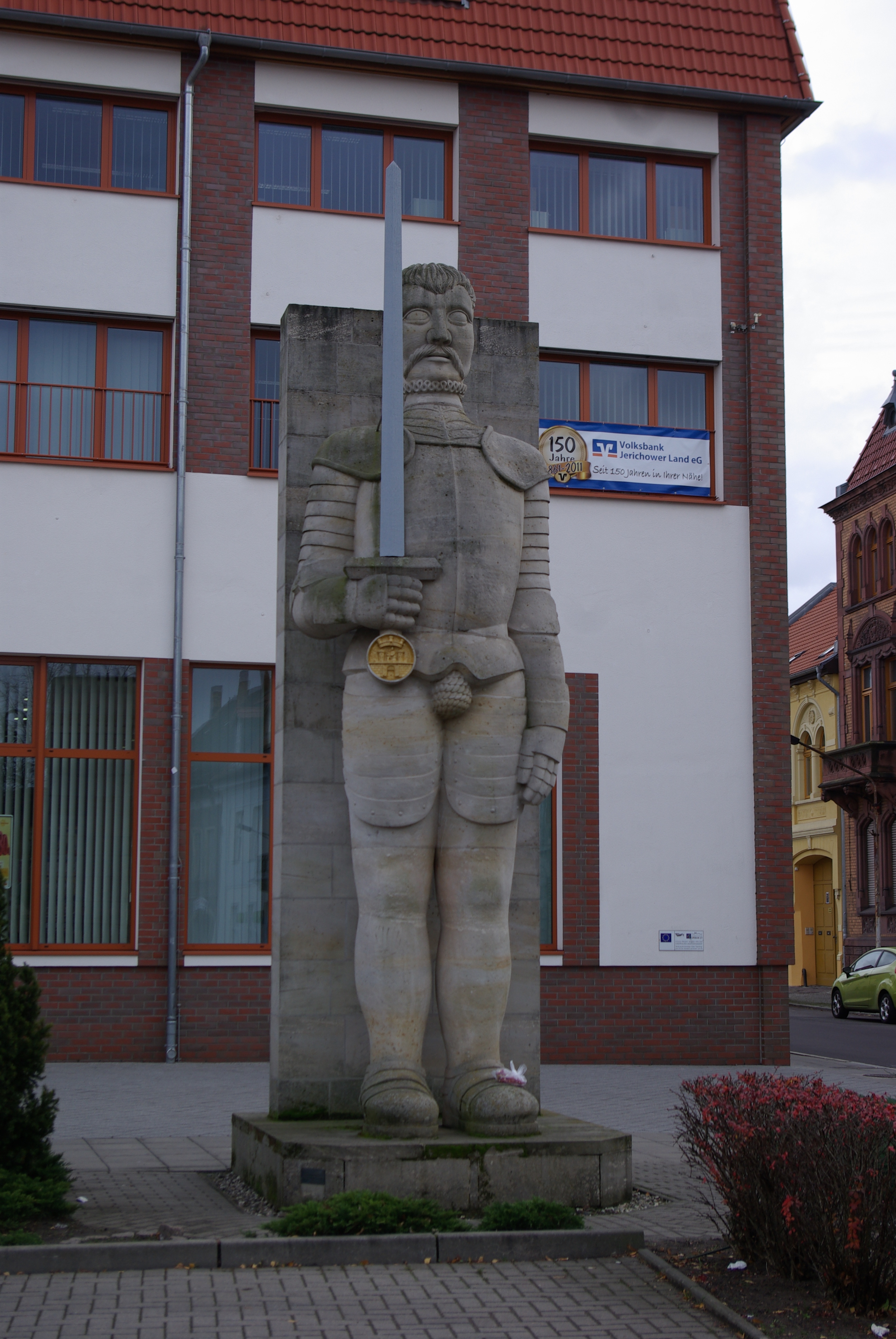
Der Burger Roland

Burg ist die Kreisstadt des Landkreises Jerichower Land in Sachsen-Anhalt. Sie ist eine Rolandstadt und wird zudem Stadt der Türme genannt.

## Geographie
Burg liegt etwa 25 Kilometer nordöstlich der sachsen-anhaltischen Landeshauptstadt Magdeburg. Berlin befindet sich etwa 100 Kilometer in nordöstlicher Richtung. Wichtige Gewässer in Burg sind der Fluss Ihle und der Elbe-Havel-Kanal. Die Elbe bildet die nordwestliche Stadtgrenze. Das Gebiet um die Stadt wurde durch die Eiszeiten geprägt, auf die auch die Landschaftsformung des Flämings zurückgeht, an dessen Ausläufer Burg liegt.

## Stadtgliederung
Die Stadt Burg ist eine Einheitsgemeinde und besteht gemäß Hauptsatzung aus dem inneren Stadtgebiet sowie den Ortsteilen Blumenthal, Detershagen, Gütter, Ihleburg, Madel, Niegripp, Parchau, Reesen und Schartau.
Die Ortsteile Detershagen, Ihleburg, Niegripp, Parchau, Reesen und Schartau bilden außerdem Ortschaften gemäß Kommunalverfassungsgesetz Land Sachsen-Anhalt (KVG LSA). Jede dieser Ortschaften bildet einen Ortschaftsrat, der die Interessen der Einwohner der jeweiligen Ortschaft wahrnimmt.
Außerdem bestehen noch die Wohnplätze Obergütter, Überfunder, Waldfrieden, Waldschule und Brehm.

## Ortsname
Die Herkunft des Namens Burg ist unklar. Die ältere Schreibweise ist Borg und auch die jetzige mundartliche Aussprache ist eher ein O als ein U. Der dreieckige Marktplatz (heute Am Markt) wird einerseits als slawische Gründung gedeutet und es böte sich Bor (slawisch Nadelwald) als Ortsbezeichnung an (ähnlich Kleinburg bei Breslau, auch hier gab es Borck mit O als Übergangsform). Andererseits hat auch das unweit gelegene Gardelegen einen dreieckigen Markt, dieser gilt jedoch als germanische Gründung. Der dreieckige Markt könnte ebenso daher rühren, dass die jetzige Deichstraße in ein sumpfiges Gebiet führt. Deich-… bedeutet einhellig Teich und auch heute ist der auf die Deichstraße folgende Flickschupark voller Teiche und regelmäßig von der Ihle überflutet. Ein von Berlin nach Magdeburg oder Zerbst Reisender hätte also auf der Endmoräne Berliner Straße einen von der Luftlinie deutlich abweichenden, allerdings trockenen Weg genommen. Allerdings wurde eine eigentliche Burg nicht gefunden.

## Geschichte
Der Ort Burg wurde am 1. Oktober 948 erstmals urkundlich erwähnt. Begünstigt wurde die Ansiedlung, da der Höhenrand des nordwestlichen Flämings über der wasserführenden Ihle- und Elbniederung mit seinem teilweise fruchtbaren und wildreichen Gelände günstige Daseinsbedingungen bot. Greifbar setzte die Vorgeschichte Burgs mit dem Neolithikum (jüngere Steinzeit) ein, etwa mit dem Beginn des 3. Jahrtausends vor Christus. Bodenfunde aus der Bronzezeit und dann der Eisenzeit dokumentieren die weitere Frühgeschichte Burgs. Forschungsergebnisse von 2010 verorten die Siedlung Mersovium, die Ptolemäus um das Jahr 150 n. Chr. in seinem Atlas Geographia verzeichnet hatte, im Raum Burg.
Nach Abwanderung der germanischen Bevölkerung in der Zeit der Völkerwanderung ließen sich in der Nähe des Ihleübergangs Slawen nieder. Die ottonischen Könige begannen im 10. Jahrhundert ihre Eroberungspolitik. Im Jahre 928 eroberte Heinrich I. Brandenburg. Sein Sohn Otto gründete 948 das Bistum Brandenburg. In der Stiftungsurkunde wird die Stadt Burg erstmals urkundlich erwähnt. Um ihren Einfluss zu sichern, zogen vor allem Albrecht der Bär und Erzbischof Wichmann von Seeburg flämische Siedler in das Burger Land. Sie gründeten in Burg die Unterstadt, erbauten die Nicolaikirche und führten die Tuchmacherei ein. Die flämischen Einwanderer brachten aus ihrer Heimat fortschrittliche Wirtschaftsformen und wichtige Handelsbeziehungen mit. Durch Deichbauten an der Elbe und Entwässerungen der weitläufigen Niederungen vergrößerten sie die landwirtschaftlichen Nutzflächen rings um die Stadt. Ihre Viehzucht, das Bierbrauen und die Herstellung von Wolltuchen wurden eine Grundlage zur florierenden Entwicklung der Stadt Burg. Dies zeigt sich dadurch, dass schon 1224 eine Tuchniederlage in Magdeburg vorhanden war und diese durch den damaligen Erzbischof Albert feierlich bestätigt wurde.

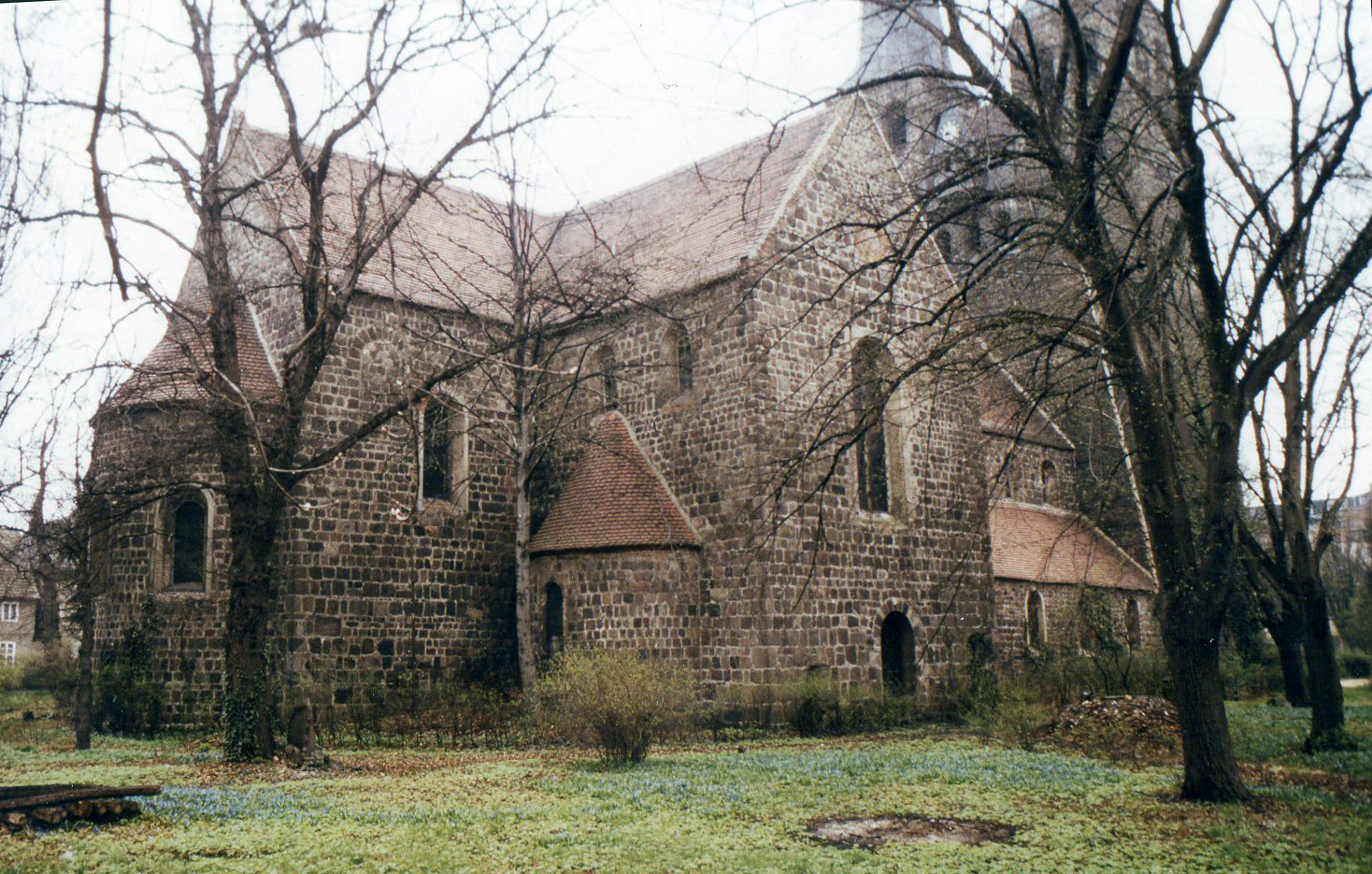
Pfarrkirche St. Nicolai (Unterkirche)

Beiderseits des Ihleufers entwickelte sich eine Ober- und Unterstadt unter getrennter Verwaltung. Im frühen 13. Jahrhundert erhielten beide Siedlungen eine gemeinsame Befestigung (neue Wehrmauern mit Türmen). Zu dieser Zeit gehörte Burg bereits zu den wirtschaftlich bedeutendsten und wehrhaftesten Städten der Region und war im 15. Jahrhundert nach Magdeburg und Halle die drittgrößte Stadt im Erzstift Magdeburg.
Der Dreißigjährige Krieg brachte viel Leid über die in Burg ansässige Bevölkerung. Zahlreiche Einquartierungen und Durchzüge, die wiederholt zu Feuersbrünsten führten, ein Artilleriebeschuss und eine Generalplünderung 1644 brachte die Stadt an den Rand des Verderbens, vor dem sie auch der Schutzbrief des Generals Pappenheim nicht bewahrte. Der General zog Ende Januar 1631 durch Burg, um zu helfen, Magdeburg zu erobern. Im Prager Frieden 1635 wurde Burg Kursachsen zugesprochen, jedoch 1687 von Herzog Johann Adolf I. von Sachsen-Weißenfels an Brandenburg-Preußen verkauft. Die Stadt und das Amt Burg gingen an das sie umgebende Herzogtum Magdeburg. Burg lag im Jerichower Kreis und unterstand fortan als sogenannte Immediatstadt direkt der Regierung des Herzogtums. Die durch Brandenburg-Preußen geförderte Einwanderung von Pfälzern, Wallonen und Hugenotten, das heißt von reformierten Glaubensflüchtlingen, die hier Zuflucht fanden, unterstützten diese Aufwärtsentwicklung. Die Hugenotten brachten beispielsweise neue, innovative Handwerksformen in diese Region.

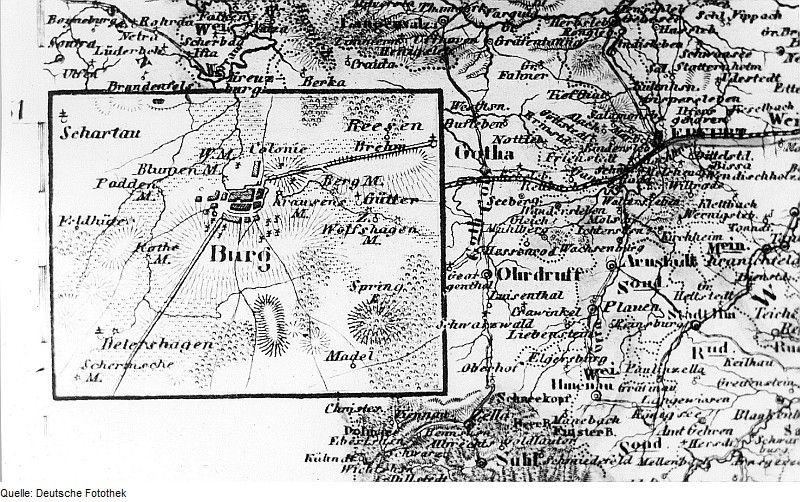
Karte von Burg aus dem Jahr 1849

1817 wurde der Landkreis Jerichow I gebildet, dessen Sitz Burg wurde. 1924 bildete Burg einen Stadtkreis, behielt aber den Verwaltungssitz für den Landkreis, der nach dem Zweiten Weltkrieg in Kreis Burg umbenannt und in den Burg 1950 wieder eingegliedert wurde. 1994 kam die Stadt dann zum Landkreis Jerichower Land.
Mit dem Ausbau des Verkehrswesens – 1820 wurde eine Landstraße von Burg nach Magdeburg gebaut – und der beginnenden Industrialisierung ging es mit der Stadt wirtschaftlich immer weiter voran. 1836 arbeiteten die ersten Dampfmaschinen in Burg. Am 7. August 1846 konnte die Einweihung des Burger Bahnhofs an der neuen Bahnstrecke Berlin–Magdeburg gefeiert werden. Schließlich schuf der Bau des Ihle-Kanals 1871 weitere Voraussetzungen für eine umfassende industrielle Entwicklung. Im Jahr 1883 erfolgte die Gründung der Schuhfabrik „Tack u. Cie“. Das Unternehmen Conrad Tack u. Cie war bis zum Ende des Zweiten Weltkriegs die größte Schuhfabrikation in Europa mit täglich bis zu 4000 Paar produzierten Schuhen. Von 1898 bis 1899 wurde der Burger Schlachthof erbaut. In ihm wurden zum Beispiel 1917 1500 Rinder, 1200 Kälber, 10000 Schweine, 700 Schafe sowie 150 Pferde geschlachtet.
Während des Zweiten Weltkrieges wurde Burg relativ wenig zerstört. Eine Gruppe aus Kommunisten, Sozialdemokraten und bürgerlichen Demokraten erreichte zudem die kampflose Übergabe der Stadt an die sowjetische Armee und verhinderte so die Zerstörung der Stadt in den letzten Kriegstagen. Zu dieser Gruppe gehörten die Kommunisten und früheren Mitglieder des Stadtparlaments für die KPD August Heisinger, von Beruf Dreher und Willi Steiger, Zuschneider von Beruf. Neben dem Gärtnermeister Georg Schindler, ebenfalls KPD-Mitglied, gehörten der Gruppe auch der Sozialdemokrat und Tischlermeister Willi Stollberg, vor der Nazi-Zeit ebenfalls Stadtparlamentsmitglied für seine Partei, und der Sozialdemokrat und Oberschulrat Hubert Tschersig an. Daneben beteiligten sich der bekannte Goldleistenfabrikant Georg Lorenz, W. Kunze, der Burger Verleger Theodor Hopfer, der Schmierfettfabrikant Siegfried Stöckel, welcher für eine Bürgerliche Liste ebenfalls früher Mitglied des Stadtparlaments gewesen war, und der Tuchhändler Ullrich Deutsch, in dessen Räumen das entscheidende Treffen am 2. Mai 1945, drei Tage vor der Übergabe, stattfand.
1953 wurde östlich von Burg bei Brehm eine Rundfunk-Sendeanlage errichtet, welche in der Folgezeit zu einer der größten in Deutschland ausgebaut wurde.

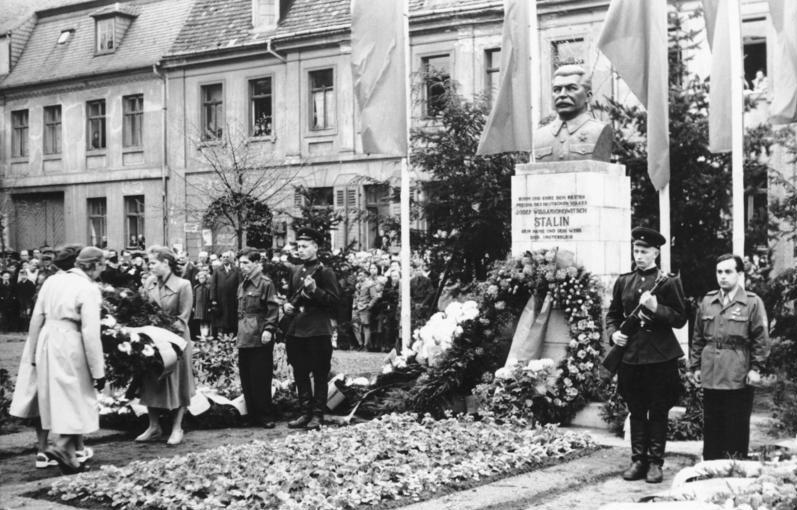
Enthüllung des Stalin-Denkmals, 1954

Auf dem heutigen Rolandplatz wurde 1954 feierlich ein Stalin-Denkmal enthüllt. Es war eines der letzten noch nach Stalins Tod errichteten Denkmale in der DDR und wurde bereits nach wenigen Jahren wieder entfernt.
Von 1949 bis 1990 befand sich in Burg der Jugendwerkhof August Bebel, der größte Jugendwerkhof der DDR.
Im Jahr 1991 wurde der größte Gewerbepark des Landkreises eröffnet. Vom 17. bis 19. September 1999 fand das erste Burger Rolandfest mit Enthüllung der neuen Rolandfigur statt. Burg war vom 27. bis 29. Juni 2003 Gastgeber des 7. Sachsen-Anhalt-Tages.
Am 25. Mai 2009 erhielt die Stadt den von der Bundesregierung verliehenen Titel „Ort der Vielfalt“.
Einige bedeutende Menschen weilten in der Stadt Burg. Theodor Fontane war in Burg als Apothekenhelfer tätig und der Militärtheoretiker Carl von Clausewitz, dessen Lehren vom Krieg in fast allen Militärhochschulen weltweit gelehrt werden, wurde hier geboren. Die auch international beachtete Grabstätte Carl von Clausewitz’ ist auf dem Burger Ostfriedhof zu finden. Eine Erinnerungsstätte befindet sich in seinem Elternhaus in der Schulstraße 12. Den Namen der 1933 in Burg geborenen Schriftstellerin Brigitte Reimann tragen die Stadtbibliothek in der Berliner Straße 38 sowie eine Grundschule im Stadtteil Burg-Süd. Auch der bekannte Organist und Komponist Joachim a Burck ist 1546 in Burg geboren. Die Kreismusikschule des Landkreises und eine Straße tragen seinen Namen. Zahlreiche Kirchen, Mauerreste und Tortürme sind Zeuge der großen Vergangenheit dieser Stadt.

### Eingemeindungen
Ihleburg wurde am 25. Mai 2002 eingemeindet. Es folgten am 1. Dezember 2002 Detershagen, Niegripp, Parchau und Schartau. Am 1. Juli 2009 wurde Reesen eingemeindet.

## Bevölkerung
| Datum             | Einwohner |
| ----------------- | --------- |
| 1816              | 9.025     |
| 1858              | 14.095    |
| 1880              | 15.877    |
| 1910              | 24.074    |
| 16. Juni 1925     | 24.320    |
| 16. Juni 1933     | 25.064    |
| 17. Mai 1939      | 27.082    |
| 29. Oktober 1946  | 27.088    |
| 31. August 1950   | 30.314    |
| 1964              | 29.843    |
| 1. Januar 1971    | 29.990    |
| 31. Dezember 1981 | 28.229    |

| Datum | Einwohner |
| ----- | --------- |
| 1990  | 26.353    |
| 2006  | 24.364    |
| 2010  | 24.163    |
| 2015  | 22.970    |
| 2020  | 22.240    |
| 2021  | 22.254    |
| 2022  | 22.366    |
| 2023  | 22.414    |
| 2024  | 22.585    |

ab 1990: Stand: 31. Dezember des jeweiligen Jahres (Angaben des Statistischen Landesamtes Sachsen-Anhalt), ab 2011 auf Basis des Zensus 2011, ab 2022 auf Basis des Zensus 2022

## Politik

### Stadtrat
Der Stadtrat von Burg besteht aus 36 Mitgliedern und dem Bürgermeister. Die Kommunalwahl am 9. Juni 2024 führte bei einer Wahlbeteiligung von 56,6 % zu folgendem Ergebnis:
| Partei / Wählergruppe                 | Stimmenanteil 2019 | Sitze 2019 |        | Stimmenanteil 2024 | Sitze 2024 |
| ------------------------------------- | ------------------ | ---------- | ------ | ------------------ | ---------- |
| AfD                                   | 16,2 %             | 06         | 32,6 % | 12                 |            |
| CDU                                   | 31,1 %             | 11         | 30,0 % | 11                 |            |
| SPD                                   | 16,8 %             | 06         | 13,6 % | 05                 |            |
| Wählergemeinschaft für Burg           | –                  | –          | 08,4 % | 03                 |            |
| Die Linke                             | 16,7 %             | 06         | 03,8 % | 01                 |            |
| FDP                                   | 04,9 %             | 02         | 03,2 % | 01                 |            |
| Bündnis 90/Die Grünen                 | 04,9 %             | 02         | 02,9 % | 01                 |            |
| Burger Freie Wähler (BFW)             | 02,8 %             | 01         | 02,3 % | 01                 |            |
| Einzelbewerber Hans-Norbert Wolffgang | 02,1 %             | 01         | 02,1 % | 01                 |            |
| Einzelbewerber Erik Kostinec          | –                  | –          | 01,0 % | –                  |            |
| Einzelbewerber René Kellner           | –                  | –          | 00,7 % | –                  |            |
| Freie Wähler Endert / JL-Burg         | 04,4 %             | 01         | –      | –                  |            |
| Insgesamt                             | 100 %              | 36         | 100 %  | 36                 |            |

### Bürgermeister
Chronologie der (Ober-)Bürgermeister
- 1809–1821: Heiligbrot
- 1821–1833: von Hartwig
- 1833–1844: Dieck
- 1844–1881: Wilhelm Nethe
- 1881–1893: Eugen Meltzbach
- 1893–1899: Ferdinand Kruspi
- 1899–1906: Wilhelm Kuhr
- 1906–1929: Richard Schmelz
- 1930–1933: Wilhelm Liebert
- 1933–1945: Kurt Lebenstedt
- Mai 1945-August 1945: Siegfried Stöckel
- 1945–1947: August Heisinger
- 1947–1949: Kurt Joergler
- 1949–1952: Edmund Gottschling
- 1952–1953: Pudlowski
- 1953–1955: Elisabeth Dombrowski
- 1956–1957: Bernhard Haase
- 1957–1958: Karl Wollenberg
- 1959–1960: Gertrud Großmann (Stellvertreter)
- 1960–1968: Fredi Just
- 1968–1978: Günter Skibbe
- 1978–1990: Peter Wittmann
- 1990–1991: Gerhard Ritz (CDU)
- 1991–1998: Daniel Kohnert (SPD) (Oberbürgermeister)
- 1998–2009: Bernhard Sterz (SPD) (Oberbürgermeister)
- 2010–2021: Jörg Rehbaum (SPD)
- seit 2021: Philipp Stark (SPD)

Bei der Bürgermeisterstichwahl am 31. Januar 2010 wurde Rehbaum mit 54,7 % der gültigen Stimmen gewählt. Am 6. November 2016 wurde er mit 82,0 % der gültigen Stimmen in seinem Amt bestätigt.
In der Bürgermeisterstichwahl am 20. Juni 2021 wurde Stark (damals noch unter dem Namen Sievert) mit 66,0 % der gültigen Stimmen zu seinem Nachfolger gewählt. Seine Amtszeit beträgt sieben Jahre.

### Wappen
| Wappen von Burg | Blasonierung: „In Blau eine goldene Burg mit Zinnenmauer und zwei gezinnten Rundtürmen mit schwarzen Rundbogenfenstern (1:2), mit roten Torflügeln und emporgezogenem schwarzen Fallgatter; auf der Mauer zwischen den Türmen thronend eine goldene Muttergottes, den Jesusknaben im rechten Arm haltend.“ |
| Wappen von Burg | Wappenbegründung: Das Wappen ist an das Magdeburger Wappen: Maria auf der Stadtmauer mit Siegeskranz als Maria auf der Stadtmauer mit dem Kinde angelehnt. |

### Corporate-Identity-Logo

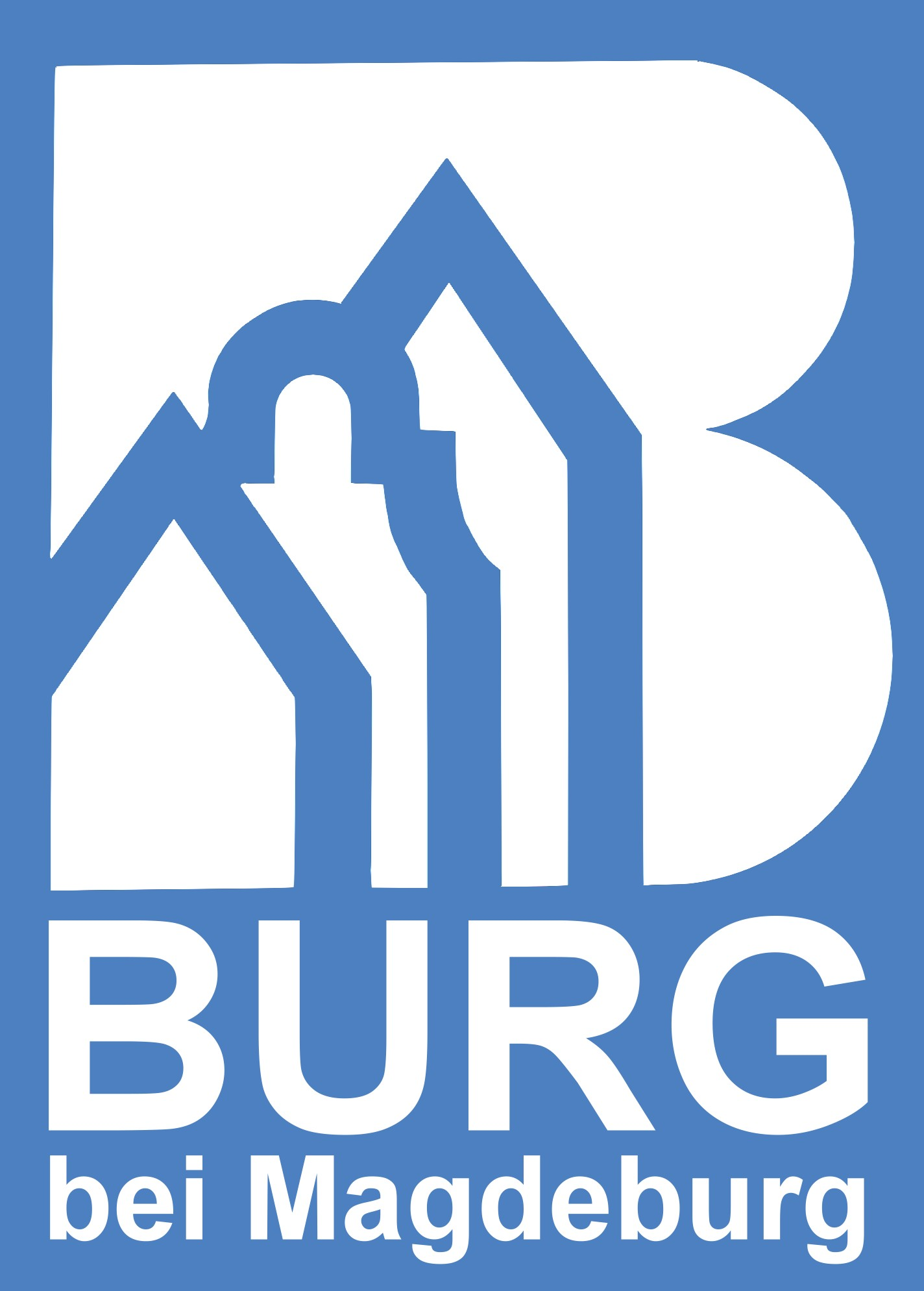
Corporate-Identity-Logo der Stadt Burg

Das Corporate-Identity-Logo der Stadt Burg wurde 2006 erstellt. Es zeigt in einem großen B abgesetzte stilisierte Häuser und Türme, welche ein Symbol für das Stadtbild der historischen Innenstadt darstellen und somit den Beinamen „Stadt der Türme“ herleiten lassen. Das Logo darf ohne Genehmigung des Stadtrates der Stadt Burg von Dritten für eigene Zwecke verwendet werden.

### Städtepartnerschaften
Gemeinsam mit Gummersbach bestehen Partnerschaften mit Afandou und La Roche-sur-Yon.
- Afandou auf Rhodos in Griechenland[26][27]
- Gummersbach in Deutschland (seit 1. November 1990)
- La Roche-sur-Yon in Frankreich (seit 2005)
- Tira in Israel (seit 15. September 2001)[28]

## Sehenswürdigkeiten und Kultur

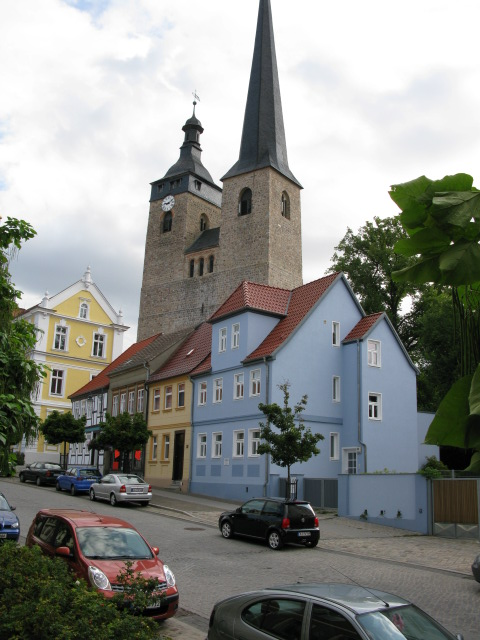
Kirche Unser Lieben Frauen (Oberkirche)

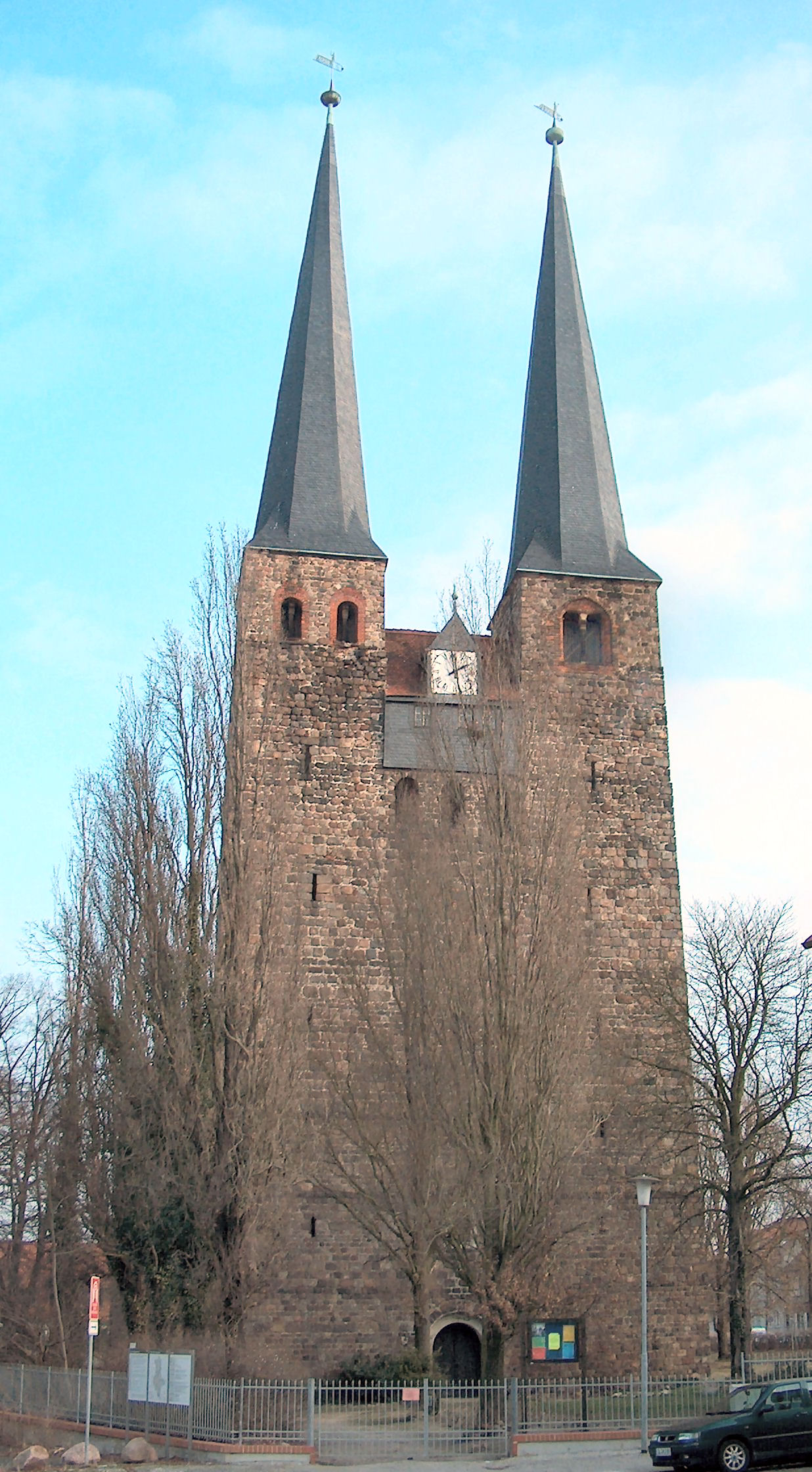
Nicolaikirche (Unterkirche)

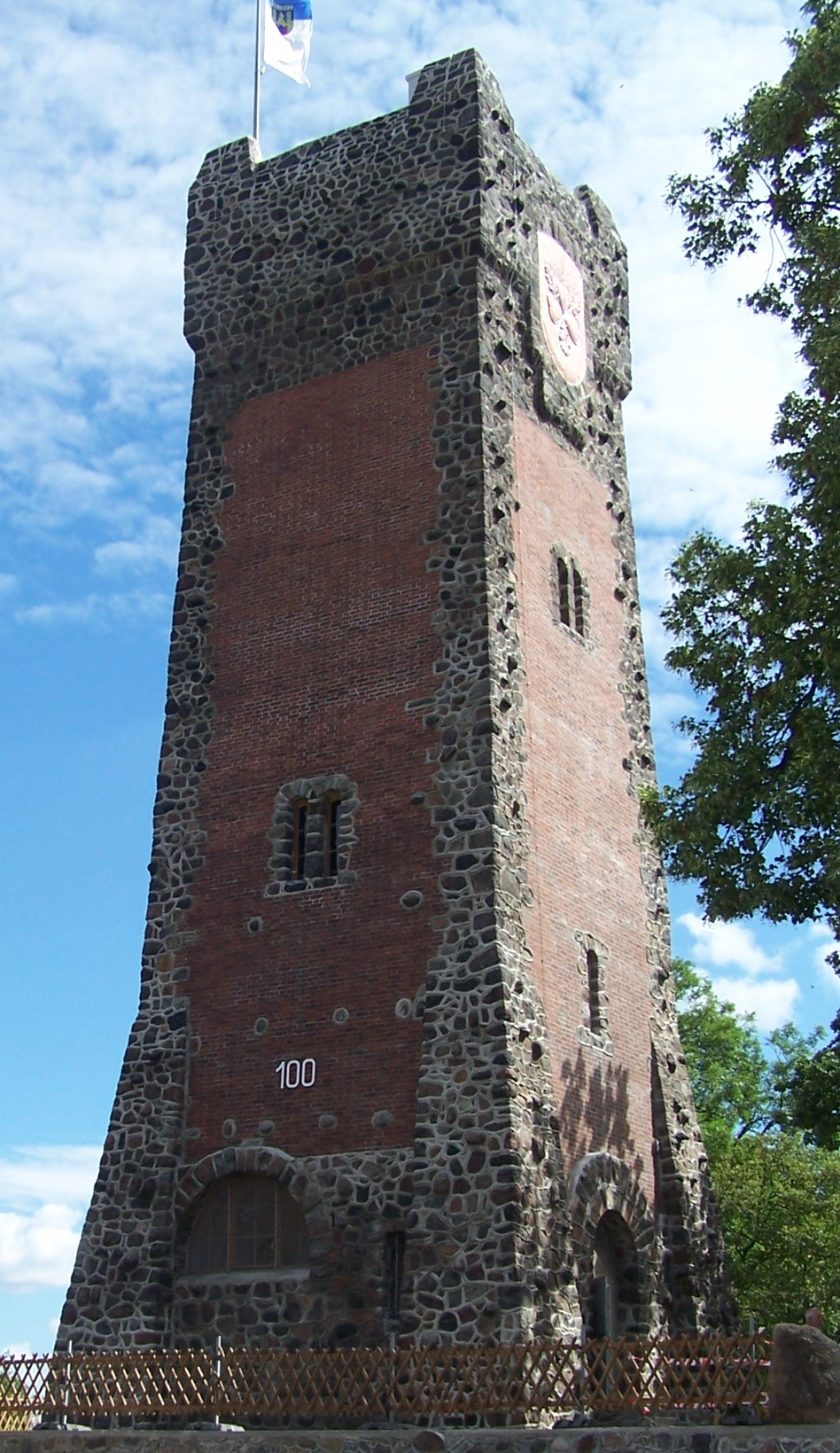
Bismarckturm Burg

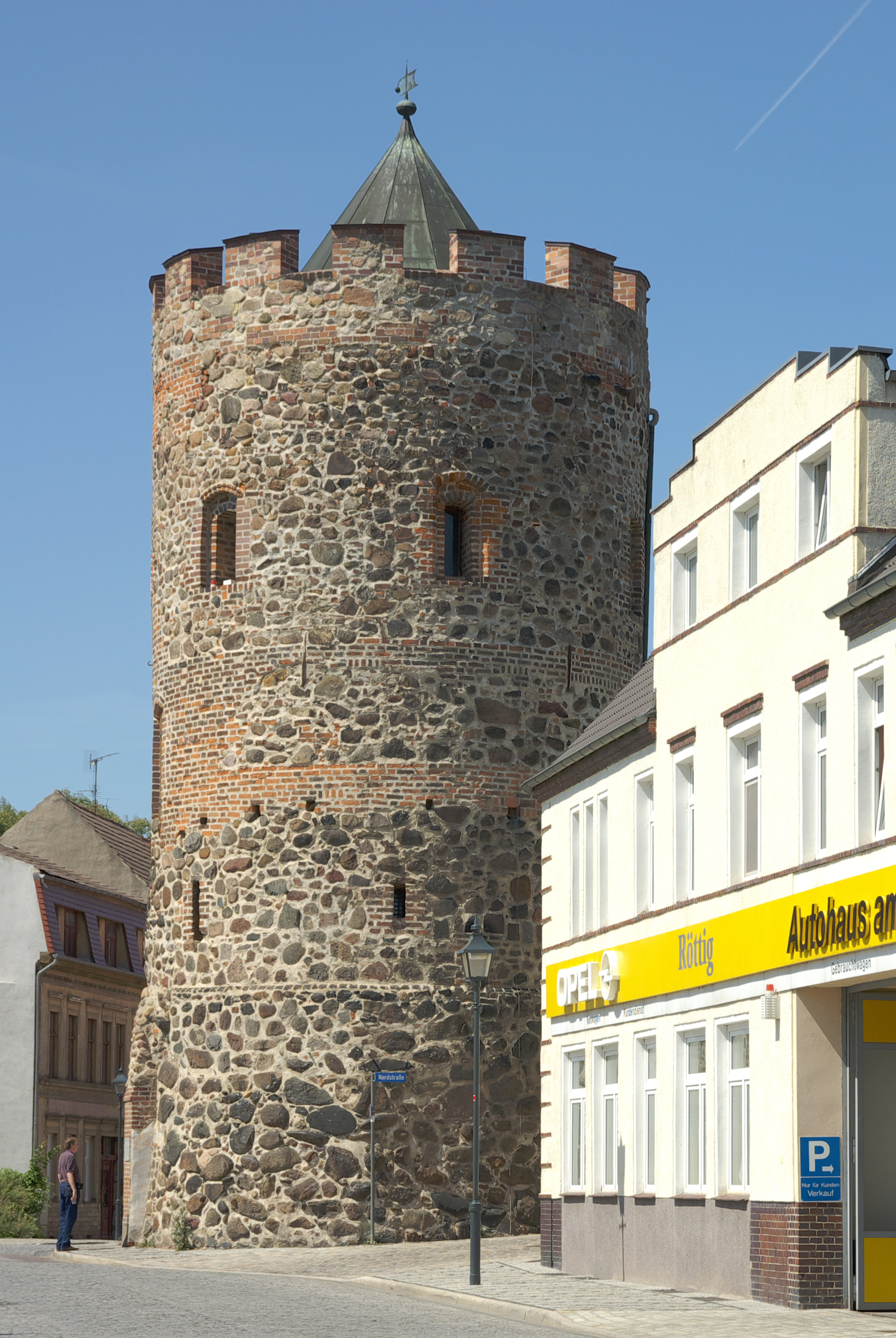
Berliner Torturm

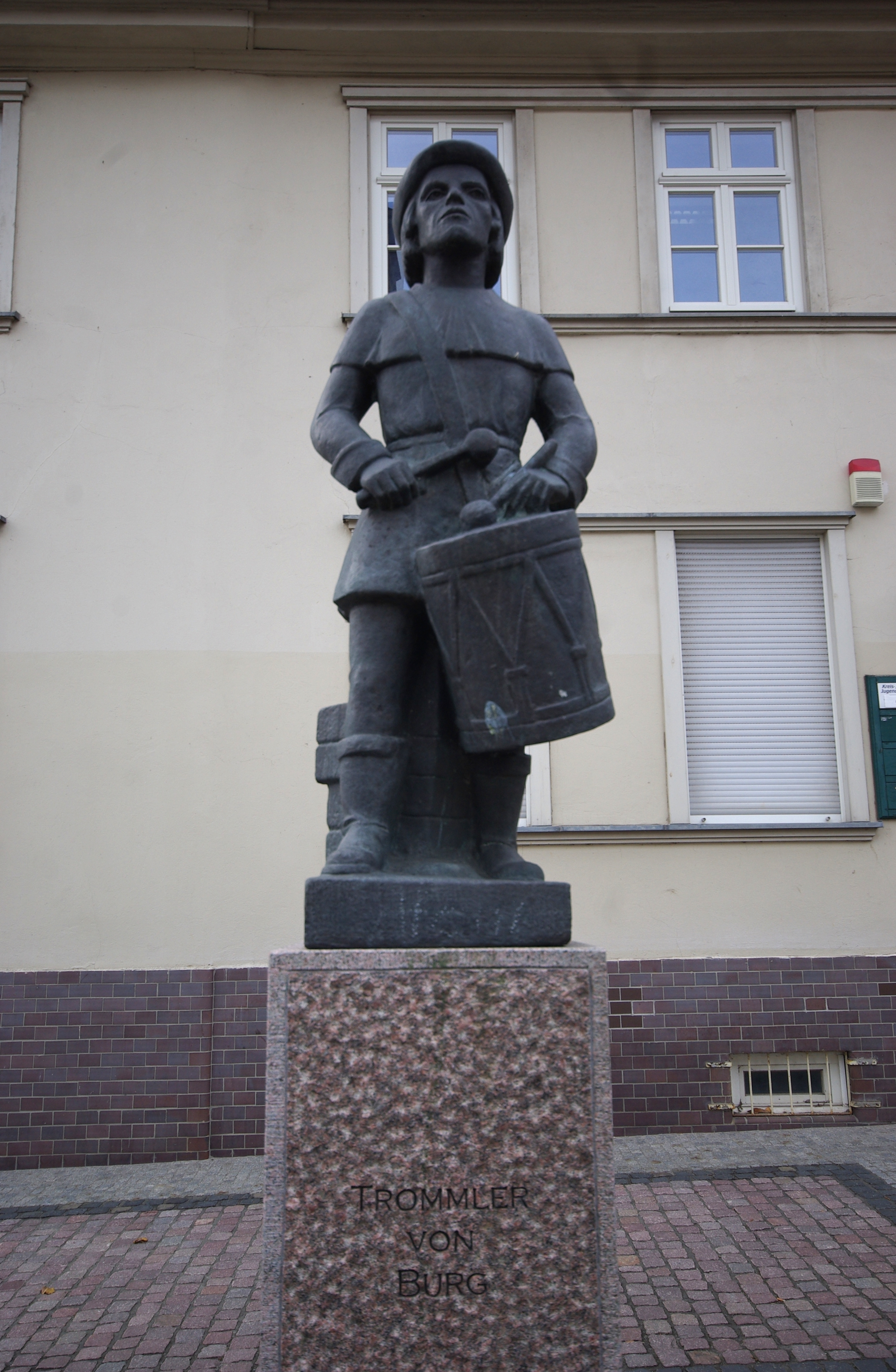
Der „Burger Trommler“

Durch die frühe Entstehung und die strategisch günstige Lage wurde die Stadt Burg früh mit Befestigungsanlagen ausgestattet. Einige dieser Anlagen sind erhalten, und insbesondere die Türme prägen das Stadtbild bis heute.
Durch Burg führt die Ferienstraße „Straße der Romanik“ mit den Stationen Ober- und Unterkirche (siehe Bauwerke) sowie die Straße der Rolande.

### Sehenswürdigkeiten

#### Kirchen/Sakralbauten
- Kirche St. Johannes (katholisch, 1904–1906 erbaut)
- Kirche St. Nicolai – Unterkirche (evangelisch-lutherisch, romanischer Granitquaderbau zwischen 1162 und 1186 erbaut), Station der Straße der Romanik
- Kirche St. Petri (evangelisch-reformiert, 13. Jahrhundert)
- Kirche Unser Lieben Frauen – Oberkirche (evangelisch-lutherisch, 1186 erstmals urkundlich erwähnt), Station der Straße der Romanik
- Kapelle auf dem jüdischen Friedhof (1911 gestiftet von Alfred Zweig[30])
- Zweite Synagoge (erbaut 1851, Bruchstr. 9)

#### Weiteres
- Bahnhof (Eröffnung 1846)
- Berliner Turm (14. Jahrhundert)
- Bismarckturm, ein 27 m hoher Aussichtsturm, im Volksmund Fläming-Turm (1907 eingeweiht)
- Stadtbibliothek Brigitte Reimann Burg
- Freiheitsturm (1530 erstmals urkundlich erwähnt)
- Reste der Stadtbefestigung
- Historische Gerberei (Hochständerhaus um 1450)
- Hexenturm (11. Jahrhundert)
- Kino Burg Theater (ältester durchgängig bis heute betriebener Kinozweckbau Deutschlands; als Lichtspiele/Palast-Theater am 3. Juni 1911 eröffnet)[31]
- Historisches Rathaus (1224 erstmals erwähnt)
- Burger Roland de Ries (Nachbau des historischen Rolands, Kopf des Originals im Rathaus)
- Historisches Postamt (um 1900)
- Schlachthof (1898–1899 auf insgesamt ca. 11.000 m² für 350.000 Mark erbaut)[32]
- Schuhfabrik Guiard (1924 von Arthur Korn)
- Schuhfabrik Tack u. Cie. (1889–1906)[33]
- Denkmal für den Trommler, eine Burger Sagengestalt
- Villa Zweig (Jugendstil)
- Villa Krojanker (1924 von Arthur Korn im Stil des Neuen Bauens)
- Wasserturm am Weinberg, 1902 erbaut
- Wohnhaus der Familie Clausewitz (Nachbau, heute Carl-von-Clausewitz-Erinnerungsstätte)
- Pieschelsche Anstalt

### Parks
- Goethepark
- Flickschupark
- Weinberg
- Ihlegärten
- Knotenpark

### Denkmale
- Gedenkstein auf dem jüdischen Friedhof am Neuenzinnern für das jüdische Mädchen Anne Frank, das im März 1945 im KZ Bergen-Belsen ums Leben kam
- Sowjetischer Ehrenhain auf dem Westfriedhof für 372 Kriegsgefangene und Frauen und Männer, die Zwangsarbeit verrichten mussten, sowie für 1945 und 1946 ums Leben gekommene Rotarmisten
- Gedenkanlage auf dem Neuen Friedhof für die Opfer des Faschismus sowie nach 1945 verstorbene Antifaschisten
- Carl-von-Clausewitz-Denkmal auf dem Hof der Clausewitzgedenkstätte in der Schulstraße/Großen Brahmstraße. Ursprünglicher Standort des Denkmals war ab 1980 vor dem Hotel – Stadt Burg auf dem Rolandplatz
- Gedenkstein im Goethepark zu Ehren von Heinz Meynhardt, eingeweiht am 24. Oktober 2009[34]

## Wirtschaft und Infrastruktur
Burg ist Sitz des Amtsgerichts Burg und der Justizvollzugsanstalt Burg. Seit 1998 betreibt die Progroup eine Wellpappenanlage in Burg, die seit 2001 auch durch eine benachbarte Papiermaschine mit Wellpappenrohpapier beliefert wird.

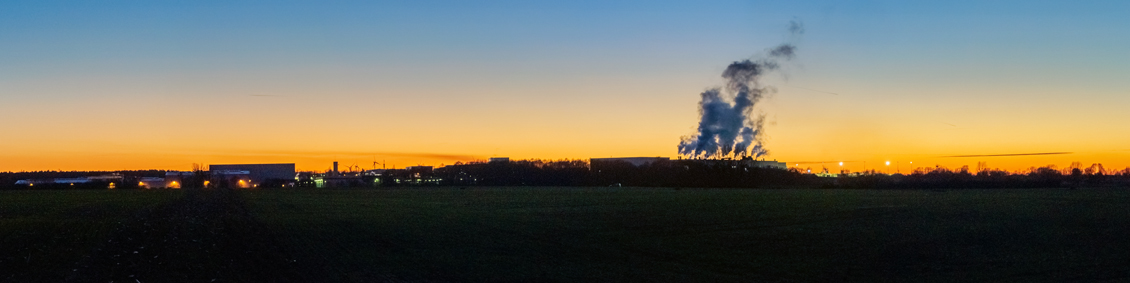
Industrie- u. Gewerbepark Burg

### Traditionsunternehmen
1917 wird die Küchenfirma Burger Küchenmöbel GmbH von Otto Aßmann gegründet, der Küchenmöbel zunächst in Handarbeit fertigte, Einbauküchen bekommt man seit 1960. Burger Küchenmöbel GmbH ist ein Unternehmen der baumann group, zu der auch Bauformat Küchen GmbH & Co.KG gehört. Gemeinsam produzieren die beiden Firmen mit ca. 1.000 Mitarbeitern an zwei Standorten über 240 Mio. Euro Umsatz und gehören somit zu den Top 10 der deutschen Küchenmöbelhersteller.
Seit 1931 existieren in Burg die Knäcke-Werke, welche die ersten ihrer Art in Deutschland waren. Diese wurden von ihrem Gründer, dem Ernährungswissenschaftler Wilhelm Kraft von Berlin-Lichterfelde (dort 1927 gegründet) nach Burg verlegt. Seit 2001 ist die Burger Knäcke GmbH & Co. KG ein Unternehmen der Brandt-Gruppe. Die Burger Knäcke-Werke produzieren größtenteils Knäckebrot und Zwieback. Zurzeit sind dort etwa 150 Mitarbeiter beschäftigt.
Das Walzwerk Burg ist seit Jahren auf die Fertigung von Edelstahlprodukten spezialisiert. 1908 gegründet als „Berlin-Burger Eisenwerke“ (BBE), seit 1937 „Blechwalzwerk“ und seit 1954 „Blechwalzwerk für Edel- und Werkzeugstähle“. 1990 wurde die „Walzwerk Burg GmbH“ gegründet. Es gehörte von 1997 bis 2012 zur Unternehmensgruppe der Georgsmarienhütte Holding GmbH. Seit 1. Januar 2009 firmiert es unter der Bezeichnung Edelstahl Service Center Burg GmbH. Zum 1. Januar 2013 wurde das Unternehmen an Privatinvestoren verkauft.

### Verkehr

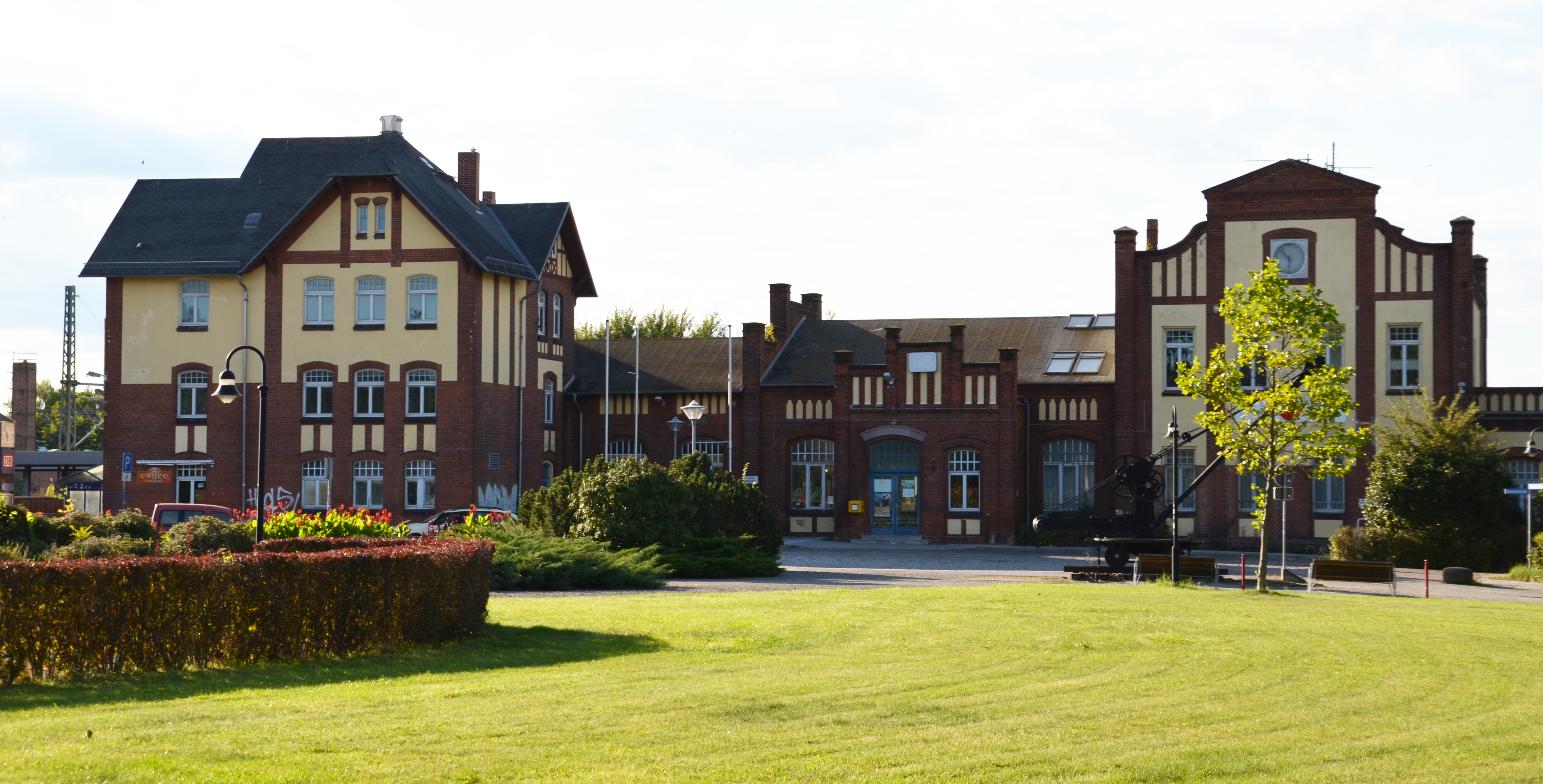
Burger Bahnhof

Der Bahnhof Burg liegt an der Bahnstrecke Berlin–Magdeburg und wird durch die Regional-Express-Linie Magdeburg–Brandenburg an der Havel–Potsdam–Berlin–Frankfurt (Oder) und durch die Regionalbahn-Linie (Genthin–)Burg–Magdeburg–Helmstedt–Braunschweig bedient. Burg ist außerdem Halt des wöchentlich verkehrenden Harz-Berlin-Express auf der Strecke Berlin–Magdeburg–Halberstadt–Goslar/Thale. Wichtige Verkehrsachsen sind die Bundesstraßen 1, 246a und die Bundesautobahn 2 sowie der Elbe-Havel-Kanal. Am südlichen Stadtrand ist ein Sonderlandeplatz für Flugzeuge vorhanden.

### Sportvereine
- Burger BC 08 (Fußball)
- Burger VC 99 (Volleyball)
- SG Fortschritt Burg (Handball)
- Burg Towers (Basketball)
- PSV Burg (Leichtathletik)
- SC Hellas Burg 1913 (Schwimm- & Wassersport)
- TuS EMPOR Burg (Motorboot & Segelsport)
- Burger Kegelclub 1953
- TC Grün Weiß Burg (Tennis)
- Schützengilde Burg von 1810

### Militär
Seit dem 18. Jahrhundert ist Burg Garnisonsstadt. Es gab insgesamt drei Kasernengelände. Militärisch genutzt wird nur noch eines, die Clausewitz-Kaserne der Bundeswehr, in der das Logistikregiment 1, das Logistikbataillon 171 sowie die 8. Kompanie des Feldjägerregiments 1 untergebracht sind. Sie war bis zum 2. Oktober 1990 als Kaserne Waldfrieden eine Kaserne der Nationalen Volksarmee der DDR. Das Areal In der Alten Kaserne stammt aus der Zeit der preußischen Armee. Diese Kaserne wurde ca. 1902 erbaut und ist heute unter anderem Verwaltungszentrum. Die ehemalige Fürst-Leopold-von-Anhalt-Kaserne von 1936 wurde wie die Clausewitz-Kaserne bei der Aufrüstung der Wehrmacht erbaut. Sie war nach 1945 bis zum Abzug aufgrund des Zwei-plus-Vier-Vertrages Anfang der 1990er Jahre von sowjetischen Truppen belegt. Heute befindet sich dort in einem Teil ein Asylbewerberheim.

### Sendeanlage für Lang- und Mittelwelle

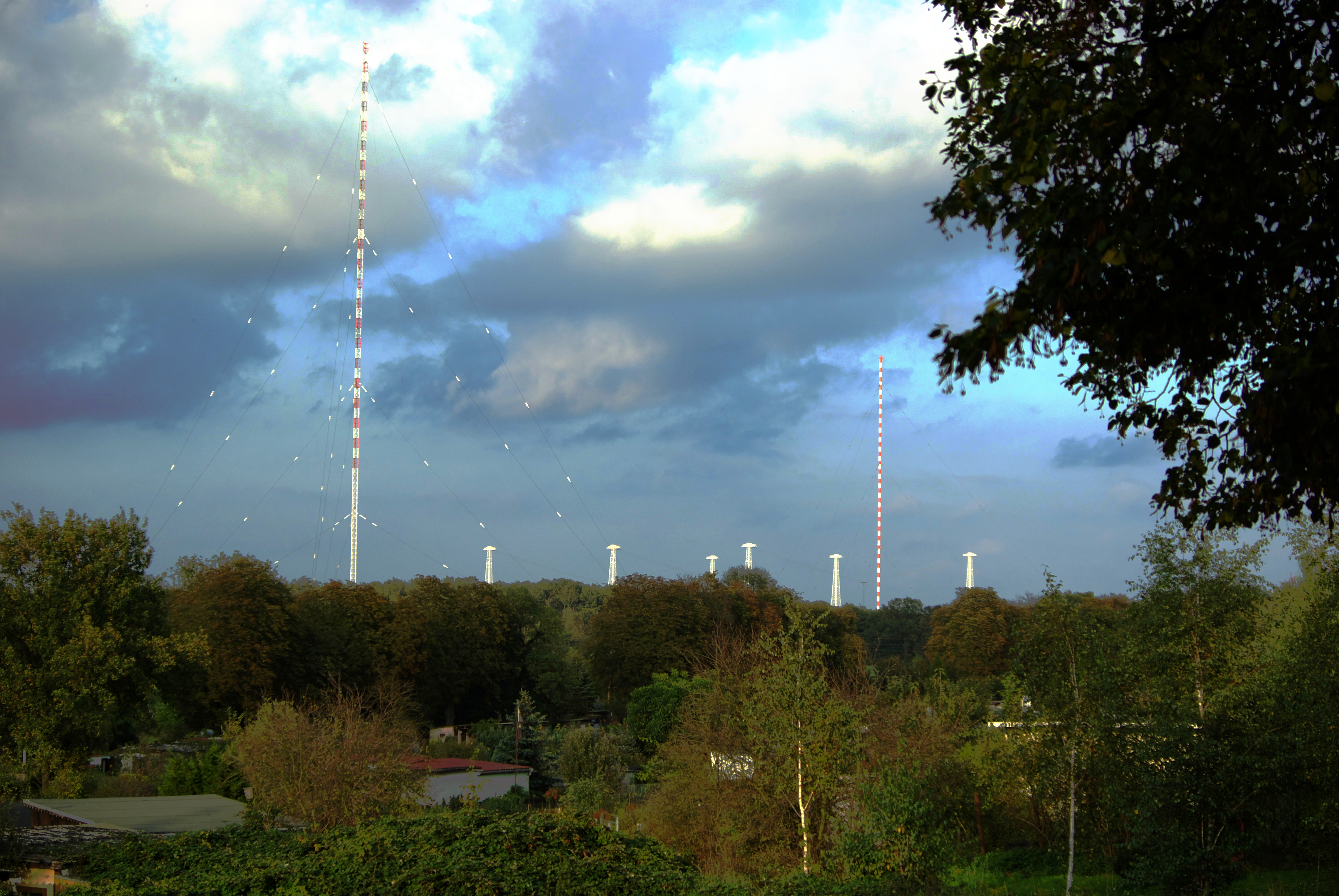
Sendeanlage Burg

Im Ortsteil Brehm befindet sich eine große Sendeanlage für Rundfunk im Lang- und Mittelwellenbereich, das Funkamt Brehm. Die markantesten Bauwerke dieser Anlage sind ein 324 m hoher abgespannter Stahlfachwerkmast, der eine Rhombusantenne für Mittelwelle trägt, ein 210 m hoher abgespannter Rohrmast, eine 60 m hohe horizontal polarisierte Antenne auf sechs freitragenden Stahlgittermasten, sowie die 55 m hohe Dreieckantenne (K 1) auf drei abgespannten Stahlgittermasten. Ein zweiter 210 m hoher Rohrmast wurde am
22. Juni 2006 gesprengt.
Von hier wurden zu DDR-Zeiten die Programme der propagandistischen Sender Deutscher Freiheitssender 904 und Deutscher Soldatensender 935 ausgestrahlt.

### Medien
- Der BurgSpiegel (eingestellt; letzte Ausgabe erschien am 17. Februar 2019)
- Burger Volksstimme
- SKB – Stadtkanal Burg (Sendebetrieb wurde 2009 nach Insolvenz eingestellt)

## Persönlichkeiten

### Ehrenbürger
- Wilhelm Nethe, langjähriger Bürgermeister von Burg, ernannt 1881[40]
- Otto von Bismarck, Reichskanzler des Deutschen Kaiserreiches, ernannt am 14. März 1895[41]
- Hermann Matern, Burger Politiker der KPD und SED, ernannt 1963

### Söhne und Töchter der Stadt

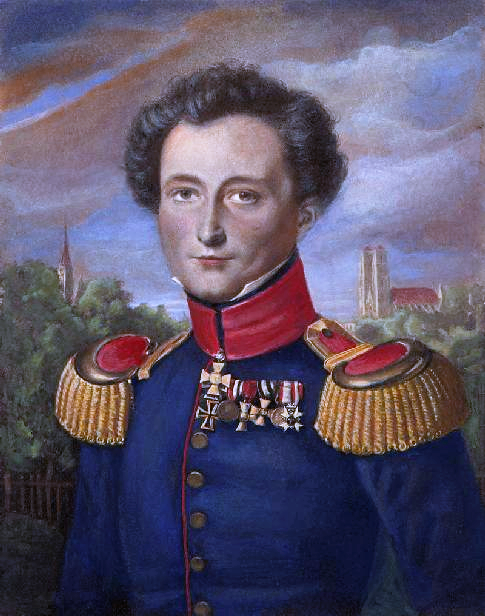
Carl von Clausewitz

- Joachim a Burck (1546–1610), Komponist
- Bernhard Kühns (1682–1729/1730), Pädagoge, Kantor und evangelischer Pfarrer
- Johann Christoph Christian Rüdiger (1751–1822), Kameral- und Sprachwissenschaftler sowie Hochschullehrer
- Friedrich Wilhelm von Kleist (1752–1822), preußischer Oberst
- Leopold Heinrich Wilhelm Lentze (1753–1828), evangelischer Geistlicher, Superintendent
- Heinrich Ludwig Lehmann (1754–1828), Schriftsteller und Journalist
- Carl von Clausewitz (1780–1831), preußischer General und bedeutender Militärtheoretiker
- Johann Christian Jüngken (1793–1875), Chirurg, Ophthalmologe und Hochschullehrer
- Justus Ludwig Jacobi (1815–1888), evangelischer Theologe
- Wilhelm Henckel (1825–1910), Buchhändler, Übersetzer, Verleger und Publizist
- Rudolph Melchior (1836–1867), Künstler
- August Ferdinand von Brehmer (1742–1829), preußischer Generalmajor
- Otto Weber (1841–1907), evangelisch-lutherischer Geistlicher
- Hermann Pabst (1842–1870), Historiker
- Hermann Eggert (1844–1920), Architekt
- Hermann Riedel (1847–1913), Komponist und Dirigent
- Paul Nethe (1849–1926), General der Infanterie
- Hermann Paasche (1851–1925), Politiker (DVP)
- Hermann Paul Reißhaus (1855–1921), Politiker (SPD) und Reichstagsabgeordneter
- August Klotz (1857–1925), Jurist und Oberbürgermeister in Düren
- Ferdinand Kurlbaum (1857–1927), Physiker
- Ernst Borkowsky (1860–1947), Pädagoge, Historiker und Literaturwissenschaftler
- Paul Herrmann (1866–1930), Germanist
- Gustav Stollberg (1866–1928), Politiker (SPD) und MdL (Preußen)
- Margarete von Gottschall (1870–1949), Schriftstellerin
- Hans Schmidt (1879–1958), Gartenbaudirektor, Landschaftsarchitekt und Lehrer
- Walter Rieseler (1890–1937), Flugpionier und Erfinder
- Gustav Schulze (1891–1932), Flugpionier
- Hermann Matern (1893–1971), Politiker (KPD, SED), MdL (Preußen), Vizepräsident der Volkskammer
- Karl Adler (1894–1966), Gynäkologe, Chef der Landesfrauenklinik Bochum
- Werner Collier (1896–1960), Mediziner und Biologe
- Ernst Friedrich Schumacher (1896–1958), SPD-Funktionär
- Gustav Stollberg (1898–1978), Politiker (SPD), Oberbürgermeister von Salzgitter und MdL (Niedersachsen)
- Walter Paatz (1902–1978), Kunsthistoriker
- Walter Bohne (1903–1944), Widerstandskämpfer gegen den Nationalsozialismus, Kommunist
- Albert Wesemeyer (1904–2000), Gewerkschafter, Sozialdemokrat, Widerstandskämpfer gegen den Nationalsozialismus und Kommunismus
- Gerhard Westram (1907–1977), Bundesanwalt und Träger des Großen Verdienstkreuzes der Bundesrepublik Deutschland
- Gerhard Stauf (1924–1996), Grafiker, Illustrator und Kupferstecher
- Bernd Schneider (1925–2013), Politiker (SPD)
- Hans-Georg Noack (1926–2005), Schriftsteller
- Heinz Hennig (1927–2002), Professor für Chorleitung und Gründer des Knabenchors Hannover
- Jürgen Apitz (1932–2014), Pädiater und Hochschullehrer
- Brigitte Reimann (1933–1973), Schriftstellerin
- Wolfgang Voelkner (1933–2025), Ingenieur und Hochschullehrer
- Günter Hirschmann (1935–2023), Fußballspieler, Mitglied der DDR-Nationalmannschaft
- Heinz Meynhardt (1935–1989), Verhaltensforscher und als solcher international beachteter Experte für Wildschweine
- Gottfried Jäger (* 1937), Fotograf, Fototheoretiker und Hochschullehrer
- Rolf Eichelmann (* 1940), Maler
- Heinz-Jürgen Koloczek (* 1943), ehemaliger Oberbürgermeister von Tuttlingen
- Rolf Schneider (* 1943), Generalmajor der Bundeswehr
- Christine Wischer (1944–2025), Politikerin (SPD)
- Wolfgang Kremer (* 1945), Schwimmer und Olympiateilnehmer
- Walter Pape (* 1945), Germanist
- Wolfgang Seguin (* 1945), Fußballspieler, mehrfacher DDR-Nationalspieler und Sieger des Europapokals der Pokalsieger 1974
- Heidi Eisterlehner (1949–2025), Tennisspielerin
- Hans-Uwe Lammel (* 1952), Medizinhistoriker
- Harald Jährling (1954–2023), Ruderer, Olympiasieger 1976 und 1980 im Zweier mit Steuermann
- Bernd Wolf (* 1955), Politiker (CDU), Mitglied der ersten und letzten frei gewählten Volkskammer
- Emanuel Raasch (* 1955), Radsportler
- Gerald Grünert (* 1956), Politiker (Die Linke)
- Gisela Medefindt (* 1957), Ruderin, im Vorlauf Beteiligte Olympiasiegerin 1980
- Heiko Balz (* 1969), Ringer
- Markus Kurze (* 1970), Erzieher, Heimatbuchautor und Politiker (CDU), MdL
- Carsten Müller (* 1971), Fußballspieler und -trainer
- André Willms (* 1972), Ruderer und Olympionike
- Andreas Bredau (* 1984), Bobsportler
- Julia Bonk (* 1986), Politikerin (Die Linke), MdL (Sachsen)
- Dario Quenstedt (* 1989), Handballtorwart
- Nina Räcke (* 2001), Fußballerin in der 1. Frauen-Bundesliga für RB Leipzig
- Richard Meier (* 2004), Fußballspieler

### Personen mit Bezug zur Stadt
- Jakob Andreas Porte (1706–1787), Sprachwissenschaftler, reformierter Theologe und Geistlicher, französischer Pfarrer von Burg
- Conrad Tack (1844–1919), Unternehmer und Mitbegründer der Tackschen Schuhfabrik in Burg
- Otto Bernhard Wendler (1895–1958), Pädagoge und Schriftsteller, starb hier
- Irmgard Weinhofen (* 1931), Germanistin, Tochter des Holzbildhauers Herfurt und lebenslange Freundin Brigitte Reimanns
- Jan Scharfenort (* 1972), Politiker (AfD), wohnhaft in Burg

## Zitate
„Im Herbste 1840 verließ ich Berlin und ging zunächst nach Burg, einer ansehnlichen Stadt, von der trotzdem ‚niemand nichts weiß‘. Oder doch nicht viel. Die Nähe Magdeburgs hat es von Anfang an in den Schatten gestellt.“